# Colón megye (Entre Ríos)
Colón egy megye Argentínában, Entre Ríos tartományban. A megye székhelye Colón.

## Települések
Önkormányzatok és települések (municipios)
- Colón
- San José
- Villa Elisa
- Ubajay

## Turizmus, látnivalók
- Forclaz-malom – 19. század végi műemlék szélmalom, múzeum